# Themba N. Masuku
Themba Nhlanganiso Masuku (7 de julio de 1950) es un político suazi que se ha desempeñado como vice primer ministro de Suazilandia desde 2018 y como primer ministro interino desde el 13 de diciembre de 2020. También se desempeñó como vice primer ministro desde 2008 hasta 2013.

## Biografía
Masuku nació el 7 de julio de 1950. Recibió su maestría en ciencias de la Universidad de Misuri.
En la década de 1990, ocupó varios puestos en el gobierno de Suazilandia, incluido el de Ministro de Agricultura y Cooperativas, Ministro de Planificación Económica y Desarrollo y Ministro de Finanzas de 1996 a 1998. Luego trabajó en la Organización de las Naciones Unidas para la Alimentación y la Agricultura, como director de las oficinas de enlace en Ginebra y más tarde en Nueva York. Fue nombrado vice primer ministro en 2008 por el rey Mswati III de Suazilandia y ocupó ese cargo hasta 2013, cuando se convirtió en administrador regional del distrito de Shishelweni.
Masuku regresó a su puesto de vice primer ministro cuando el primer ministro Ambrose Mandvulo Dlamini presentó su gabinete en noviembre de 2018. Tras el fallecimiento de Ambrose Mandvulo Dlamini en diciembre de 2020, Masuku le reemplazó de forma interina.